# Томаш Угорчик
Томаш Угорчик або Мартін Мравець (словац. Tomáš Uhorčík або Martin Mravec; 1674 — 21 квітня 1713) карпатський розбійник словацького походження, що жив на межі XVII-XVIII століть, сподвижник Юрая Яношика.
Він походив із Кисуце, бідного регіону на північному заході Словаччини. Через те, що він славився грою на гайді, його часто називали: Гайдош Угорчик або Гайдошик. Його прізвище зустрічається в польських текстах у таких формах: Угорчик, Угорчик, Ухорчик або Ухорчик. У 1702–1711 роках займався розбоєм. Коли Юрай Яношик став господарем кисуцьких бандитів, Угорчик покинув бандитське життя, змінив ім’я на Мартін Мравець і оселився в селі Кленовець, де став гайдуком. Навесні 1713 року Яношик був схоплений у своєму будинку. Після смерті Яношика Угорчик був викритий. Піддавшись тортурам, він відкрив своє справжнє ім'я. 19 квітня його відправили до солеварного суду, а 22 квітня його стратили на колесі. Його звинувачували в пограбуванні замку, підбурюванні Яношика до розбою та створенні загрози громадському порядку. Деякі легенди згадують Угорчика. Деякі з них, посилаючись на зраду Юди, приписують йому зраду Яношика. У Турзовці, в межах якої нині знаходиться селище Передмєр, встановлено обеліск на честь постаті розбійника.